# Sam Adekugbe
Samuel Ayomide „Sam” Adekugbe (ur. 16 stycznia 1995 w Londynie) – kanadyjski piłkarz pochodzenia nigeryjskiego z obywatelstwem brytyjskim występujący na pozycji lewego obrońcy w kanadyjskim klubie Vancouver Whitecaps oraz w reprezentacji Kanady.

## Kariera klubowa

### Vancouver Whitecaps
W 2011 dołączył do akademii Vancouver Whitecaps. W drużynie rezerw zadebiutował 26 marca 2012 w meczu MLS Reserve League przeciwko rezerwom Seattle Sounders FC (1:1). 28 sierpnia 2013 podpisał profesjonalny kontrakt z klubem. W pierwszej drużynie zadebiutował 28 października 2013 w meczu Major League Soccer przeciwko Colorado Rapids (3:0). W 2013 roku wraz z drużyną zdobył wicemistrzostwo Kanady. W 2015 w tych samych rozgrywkach zdobył mistrzostwo, a rok później ponownie srebrny medal.

### Brighton & Hove Albion
15 lipca 2016 został wysłany na roczne wypożyczenie do Brighton & Hove Albion F.C.. W klubie zadebiutował 9 sierpnia 2016 w meczu pierwszej rundy EFL Cup przeciwko Colchester United F.C. (4:0). Pierwszego gola zdobył 23 sierpnia 2016 w meczu drugiej rundy rozgrywek o Puchar Ligi Angielskiej przeciwko Oxford United F.C. (2:4). W EFL Championship zadebiutował 14 stycznia 2017 w meczu przeciwko Preston North End F.C. (2:0). W sezonie 2016/17 jego drużyna wywalczyła wicemistrzostwo EFL Championship i awansowała do Premier League.

### IFK Göteborg
25 lipca 2017 został wypożyczony do klubu IFK Göteborg. 30 lipca 2017 zadebiutował w Allsvenskan w meczu przeciwko IFK Norrköping (4:1).

### Vålerenga
12 stycznia 2018 dołączył do Vålerenga Fotball podpisując z klubem czteroletni kontrakt. Zadebiutował 12 marca 2018 w meczu Eliteserien przeciwko Kristiansund BK (0:1).

## Kariera reprezentacyjna

### Kanada U-20
W 2014 roku otrzymał powołanie do reprezentacji Kanady U-20. Zadebiutował 12 listopada 2014 w meczu towarzyskim przeciwko reprezentacji Anglii U-20 (2:2). Został powołany do składu na Mistrzostwa CONCACAF U-20 2015.

### Kanada
W 2015 roku otrzymał powołanie do reprezentacji Kanady. Zadebiutował 9 września 2015 w meczu trzeciej rundy eliminacji do Mistrzostw Świata 2018 przeciwko reprezentacji Belize (1:1). Został powołany do składu na Złoty Puchar CONCACAF 2017.

## Statystyki

### Klubowe
(aktualne na dzień 7 grudnia 2020)
| Klub                          | Sezon              | Liga                 | Liga  | Liga   | Puchar kraju | Puchar kraju | Puchar ligi | Puchar ligi | CONCACAF | CONCACAF | Suma  | Suma   |
| Klub                          | Sezon              | Liga                 | Mecze | Bramki | Mecze        | Bramki       | Mecze       | Bramki      | Mecze    | Bramki   | Mecze | Bramki |
| ----------------------------- | ------------------ | -------------------- | ----- | ------ | ------------ | ------------ | ----------- | ----------- | -------- | -------- | ----- | ------ |
| Vancouver Whitecaps           | 2013               | Major League Soccer  | 1     | 0      | 0            | 0            | –           | –           | –        | –        | 1     | 0      |
| Vancouver Whitecaps           | 2014               | Major League Soccer  | 4     | 0      | 0            | 0            | –           | –           | –        | –        | 4     | 0      |
| Vancouver Whitecaps           | 2015               | Major League Soccer  | 9     | 0      | 1            | 0            | –           | –           | 4        | 0        | 14    | 0      |
| Vancouver Whitecaps           | 2016               | Major League Soccer  | 2     | 0      | 2            | 0            | –           | –           | –        | –        | 4     | 0      |
| Vancouver Whitecaps           | Ogólnie            | Ogólnie              | 16    | 0      | 3            | 0            | 0           | 0           | 4        | 0        | 23    | 0      |
| Whitecaps FC 2                | 2015               | United Soccer League | 2     | 0      | –            | –            | –           | –           | –        | –        | 2     | 0      |
| Whitecaps FC 2                | 2016               | United Soccer League | 4     | 0      | –            | –            | –           | –           | –        | –        | 4     | 0      |
| Whitecaps FC 2                | Ogólnie            | Ogólnie              | 6     | 0      | 0            | 0            | 0           | 0           | 0        | 0        | 6     | 0      |
| Brighton & Hove Albion (wyp.) | 2016/17            | EFL Championship     | 1     | 0      | 2            | 0            | 2           | 1           | –        | –        | 5     | 1      |
| Brighton & Hove Albion (wyp.) | Ogólnie            | Ogólnie              | 1     | 0      | 2            | 0            | 2           | 1           | 0        | 0        | 5     | 1      |
| IFK Göteborg (wyp.)           | 2017               | Allsvenskan          | 9     | 0      | 1            | 0            | –           | –           | –        | –        | 10    | 0      |
| IFK Göteborg (wyp.)           | Ogólnie            | Ogólnie              | 9     | 0      | 1            | 0            | 0           | 0           | 0        | 0        | 10    | 0      |
| Vålerenga                     | 2018               | Eliteserien          | 27    | 0      | 3            | 0            | –           | –           | –        | –        | 30    | 0      |
| Vålerenga                     | 2019               | Eliteserien          | 24    | 0      | 1            | 0            | –           | –           | –        | –        | 25    | 0      |
| Vålerenga                     | 2020               | Eliteserien          | 24    | 0      | 0            | 0            | –           | –           | –        | –        | 24    | 0      |
| Vålerenga                     | Ogólnie            | Ogólnie              | 75    | 0      | 4            | 0            | 0           | 0           | 0        | 0        | 79    | 0      |
| Ogólnie w karierze            | Ogólnie w karierze | Ogólnie w karierze   | 107   | 0      | 10           | 0            | 2           | 1           | 4        | 0        | 123   | 1      |

### Reprezentacyjne
(aktualne na dzień 7 grudnia 2020)
| Reprezentacja | Rok     | Mecze | Bramki |
| ------------- | ------- | ----- | ------ |
| Kanada U-20   |         |       |        |
| 2014          | 3       | 0     |        |
| 2015          | 4       | 0     |        |
| Ogólnie       | Ogólnie | 7     | 0      |
| Kanada        |         |       |        |
| 2015          | 2       | 0     |        |
| 2016          | 1       | 0     |        |
| 2017          | 3       | 0     |        |
| 2018          | 1       | 0     |        |
| 2019          | 2       | 0     |        |
| 2020          | 2       | 0     |        |
| Ogólnie       | Ogólnie | 11    | 0      |

| Mecze i gole w reprezentacji | Mecze i gole w reprezentacji | Mecze i gole w reprezentacji | Mecze i gole w reprezentacji | Mecze i gole w reprezentacji | Mecze i gole w reprezentacji | Mecze i gole w reprezentacji | Mecze i gole w reprezentacji                   |
| Kanada U-20                  | Kanada U-20                  | Kanada U-20                  | Kanada U-20                  | Kanada U-20                  | Kanada U-20                  | Kanada U-20                  | Kanada U-20                                    |
| Lp.                          | Data                         | Miejsce                      | Gospodarz                    | Gość                         | Wynik                        | Gol                          | Rozgrywki                                      |
| ---------------------------- | ---------------------------- | ---------------------------- | ---------------------------- | ---------------------------- | ---------------------------- | ---------------------------- | ---------------------------------------------- |
| 1.                           | 12.11.2014                   | Bournemouth                  | Anglia U-20                  | Kanada U-20                  | 2:2                          |                              | Mecz towarzyski                                |
| 2.                           | 15.11.2014                   | Miami                        | Rosja U-21                   | Kanada U-20                  | 1:2                          |                              | Mecz towarzyski                                |
| 3.                           | 18.11.2014                   | Miami                        | Kanada U-20                  | Stany Zjednoczone U-20       | 1:0                          |                              | Mecz towarzyski                                |
| 4.                           | 10.01.2015                   | Montego Bay                  | Haiti U-20                   | Kanada U-20                  | 1:3                          |                              | CONCACAF U-20 2015                             |
| 5.                           | 12.01.2015                   | Montego Bay                  | Kanada U-20                  | Meksyk U-20                  | 0:2                          |                              | CONCACAF U-20 2015                             |
| 6.                           | 19.01.2015                   | Montego Bay                  | Kuba U-20                    | Kanada U-20                  | 2:1                          |                              | CONCACAF U-20 2015                             |
| 7.                           | 22.01.2015                   | Montego Bay                  | Honduras U-20                | Kanada U-20                  | 3:2                          |                              | CONCACAF U-20 2015                             |
| Kanada                       |                              |                              |                              |                              |                              |                              |                                                |
| Lp.                          | Data                         | Miejsce                      | Gospodarz                    | Gość                         | Wynik                        | Gol                          | Rozgrywki                                      |
| 1.                           | 08.09.2015                   | Belmopan                     | Belize                       | Kanada                       | 1:1                          |                              | el. MŚ 2018                                    |
| 2.                           | 13.10.2015                   | Waszyngton                   | Ghana                        | Kanada                       | 1:1                          |                              | Mecz towarzyski                                |
| 3.                           | 05.02.2016                   | Carson                       | Stany Zjednoczone            | Kanada                       | 1:0                          |                              | Mecz towarzyski                                |
| 4.                           | 11.07.2017                   | Houston                      | Kostaryka                    | Kanada                       | 1:1                          |                              | Złoty Puchar CONCACAF 2017                     |
| 5.                           | 14.07.2017                   | Frisco                       | Kanada                       | Honduras                     | 0:0                          |                              | Złoty Puchar CONCACAF 2017                     |
| 6.                           | 02.09.2017                   | Toronto                      | Kanada                       | Jamajka                      | 2:0                          |                              | Mecz towarzyski                                |
| 7.                           | 24.03.2018                   | San Pedro del Pinatar        | Kanada                       | Nowa Zelandia                | 1:0                          |                              | Mecz towarzyski                                |
| 8.                           | 24.03.2019                   | Vancouver                    | Kanada                       | Gujana Francuska             | 4:1                          |                              | Liga Narodów CONCACAF (nieuznawany przez FIFA) |
| 9.                           | 10.09.2019                   | George Town                  | Kuba                         | Kanada                       | 0:1                          |                              | Liga Narodów CONCACAF                          |
| 10.                          | 07.01.2020                   | Irvine                       | Kanada                       | Barbados                     | 4:1                          |                              | Mecz towarzyski                                |
| 11.                          | 16.01.2020                   | Irvine                       | Kanada                       | Islandia                     | 0:1                          |                              | Mecz towarzyski                                |

## Sukcesy

### Vancouver Whitecaps
- Mistrzostwo Kanady (1×): 2015
- Wicemistrzostwo Kanady (2×): 2016, 2013

### Brighton & Hove Albion
- Wicemistrzostwo EFL Championship (1×): 2016/2017

## Życie prywatne
Adekugbe urodził się w Anglii, gdzie mieszkał do ukończenia 10 roku życia, a następnie przeprowadził się do Kanady. Jego rodzice są pochodzenia nigeryjskiego, a on sam posiada obywatelstwo kanadyjskie, nigeryjskie i brytyjskie.
Jego brat Elijah również jest piłkarzem, występuje na pozycji pomocnika w kanadyjskim klubie Cavalry FC.